# Burchellia
Burchellia é um género botânico pertencente à família Rubiaceae.

## Espécies
- Burchellia bubalina
- Burchellia capensis
- Burchellia kraussii
- Burchellia major
- Burchellia parviflora
- Burchellia speciosa